# Przednutka długa

Przykład zapisu przednutki długiej

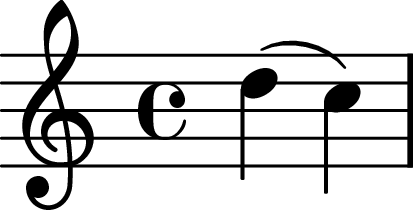
Przykład realizacji przednutki długiej

Przednutka długa (wł. appoggiatura) – ozdobnik, w którym przed głównym dźwiękiem dodawany jest dodatkowy o dowolny interwał (często sekundę) wyższy lub niższy od niego.
Przednutka długa skraca nutę ozdabianą o wartość rytmiczną, jaką sama posiada, oraz przejmuje akcent. Przednutka długa jest rzadko stosowana, wyszła z użycia na początku XIX wieku; była natomiast szeroko stosowana w muzyce barokowej.